# Saint-Martin-des-Champs (Mancha)
Saint-Martin-des-Champs é uma comuna francesa na região administrativa da Normandia, no departamento Mancha. Estende-se por uma área de 6,49 km², com 1.752 habitantes, segundo os censos de 1999, com uma densidade 270 hab/km².